# Bagni (Nocera Umbra)

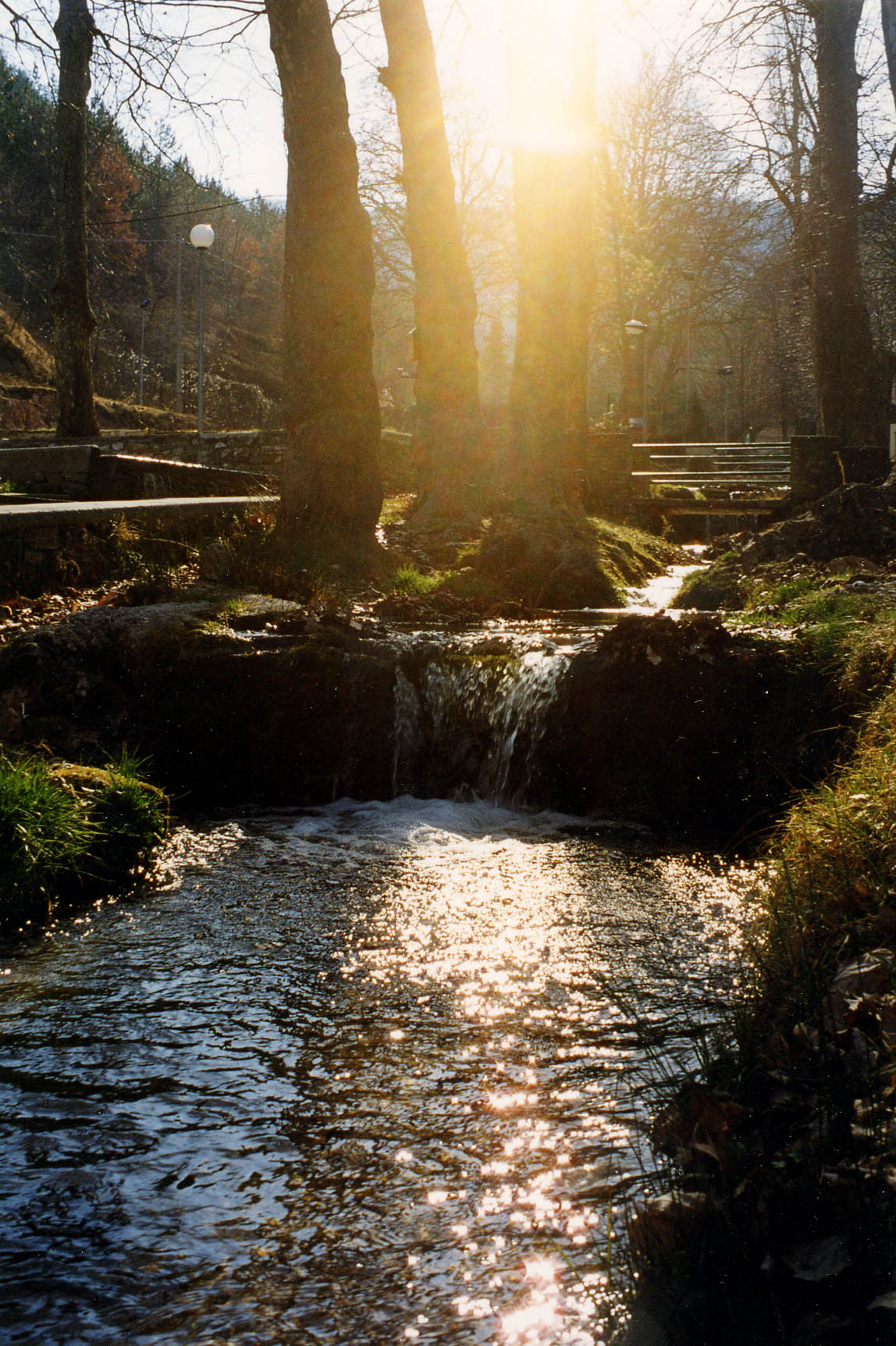
Il fosso di Bagni.

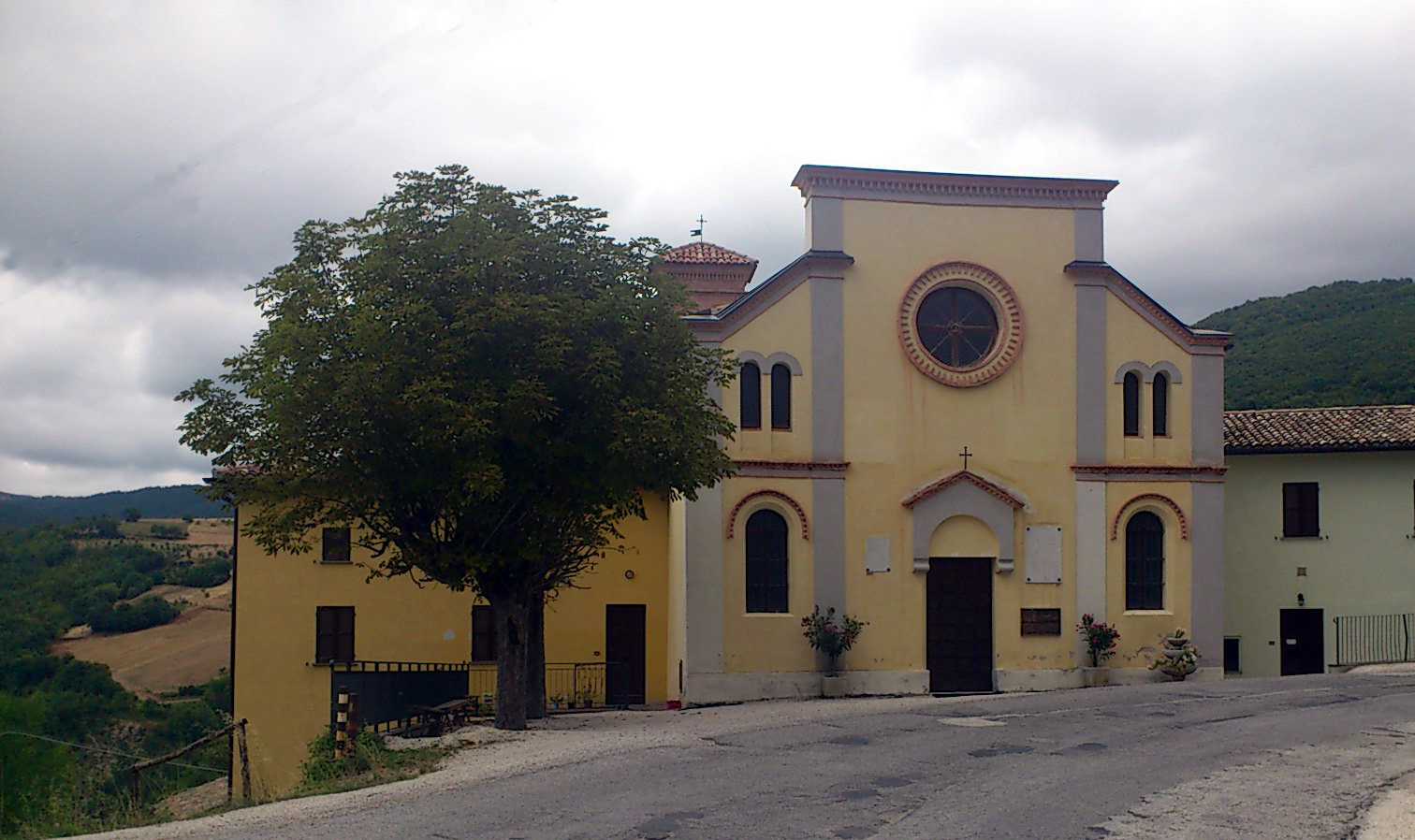
La chiesa di S. Maria a Stravignano.

Bagni è una frazione del comune di Nocera Umbra, in provincia di Perugia.
Posta tra gli abitati di Capanne e il paesino contadino di Stravignano, l'area di Bagni si trova nella parte sud-orientale del territorio di Nocera Umbra, ai piedi di una catena di monti che raggiungono altezze superiori ai mille metri e che hanno il loro picco più alto nel monte Pennino (1.571 m). Secondo i dati del censimento Istat 2001, gli abitanti sono 16.
I tre centri di Stravignano (620–655 m), Bagni (590 m) e Capanne (570 m) si sviluppano lungo le pendici orientali del monte Busseto, rilievo di modesta altezza (835 m), inciso dal fosso di Bagni.

## Storia
(A. Camilli, studioso locale del XVII secolo)
Conosciuta fin dai primi anni del '500 per le proprietà curative della sua sorgente, denominata "Acqua Bianca" o "Acqua Santa", la località di Bagni fu sede, tra il XVII ed il XIX secolo, di un elegante e prestigioso stabilimento termale di proprietà dello Stato Pontificio.
L'armonia della costruzione, la piacevolezza del clima e la qualità dell'acqua fecero di questa località, ricordata anche da Luigi Pirandello in una sua novella, una meta consueta per coloro che avevano bisogno non solo di cure fisiche ma anche spirituali.
Negli edifici del Complesso Termale di Bagni di Nocera Umbra, costruiti ed ampliati nella prima metà del Settecento grazie all'intervento del cardinale Giuseppe Renato Imperiali e per opera degli architetti romani Filippo Barigioni e Gabriele Valvassori, trovarono ospitalità persone di ogni classe sociale, non solo nobili e alte cariche del clero, ma anche persone bisognose di cure provenienti da classi meno agiate.
Bagni, insieme alla zona circostante, è stata gravemente danneggiata dal terremoto che ha colpito l'Umbria e le Marche il 26 settembre 1997.

## Economia
Il richiamo generato dalla presenza dell'acqua non fu, nel tempo, privo di conseguenze sul territorio e sull'economia del comune di Nocera; il continuo afflusso di purganti e la richiesta di fiaschi di acqua minerale (prodotti dal 1724 solo nelle "Vetriere" di Nocera) al di là dei confini, non solo limitatamente umbri, ma addirittura d'Italia, spinse ad estendere i collegamenti di Nocera con i principali porti e città.
Se il comune di Nocera trovava giovamento dalla presenza delle acque termali grazie, soprattutto, al commercio dell'acqua, nelle frazioni di Capanne e Stravignano fioriva un'attività ricettiva concorrenziale con quella di Bagni; del resto, proprio a Capanne è da collocarsi la prima struttura in grado di alloggiare forestieri (1599), dotata di vasche da bagno e caldaie per la produzione di acqua calda.
La fama delle terme di Bagni di Nocera si protrasse per tutto l'Ottocento.
A fine secolo, dopo diversi passaggi di proprietà, la sorgente fu venduta all'industriale Felice Bisleri (1851-1921), il quale condusse l'acqua fuori dal complesso termale tramite una tubazione sotterranea e attivò un'imponente campagna pubblicitaria, tale da renderla famosa in tutto il mondo.
L'acqua acquistò sempre maggiore notorietà, ma le terme andarono sempre più decadendo.
Adibiti ad usi diversi, non sempre compatibili con la destinazione originaria, gli edifici del complesso termale sono andati trasformandosi nel loro aspetto nel corso del XX secolo, pur mantenendo l'intero complesso l'impianto originario.
Oggi, in seguito ai lavori di restauro, consolidamento ed ampliamento successivi al sisma del 1997, seppur profondamente mutato, ha riacquistato la sua originaria destinazione di albergo.

## Evoluzione storica dei centri abitati di Bagni, Capanne e Stravignano

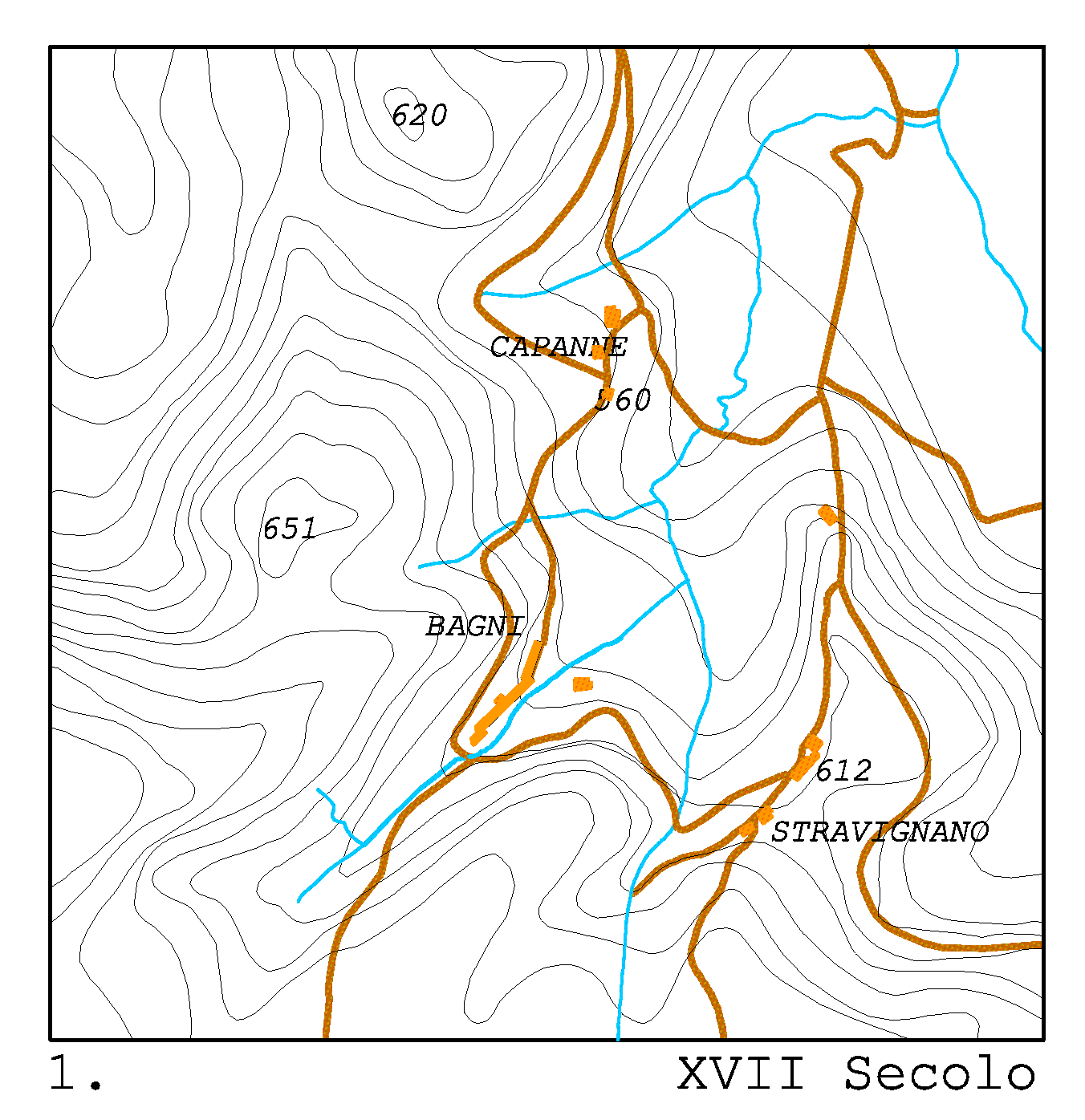
XVII secolo
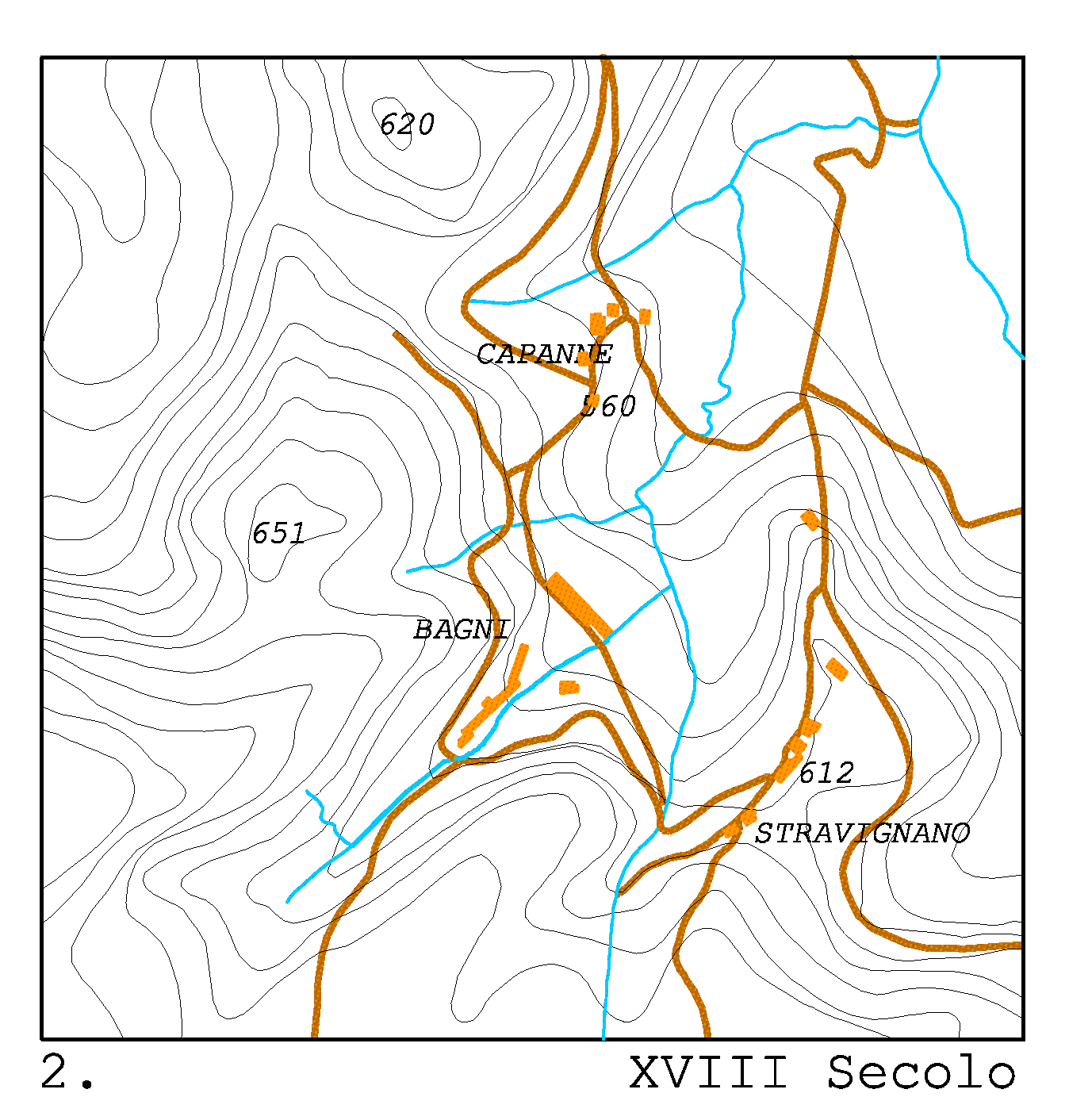
XVIII secolo
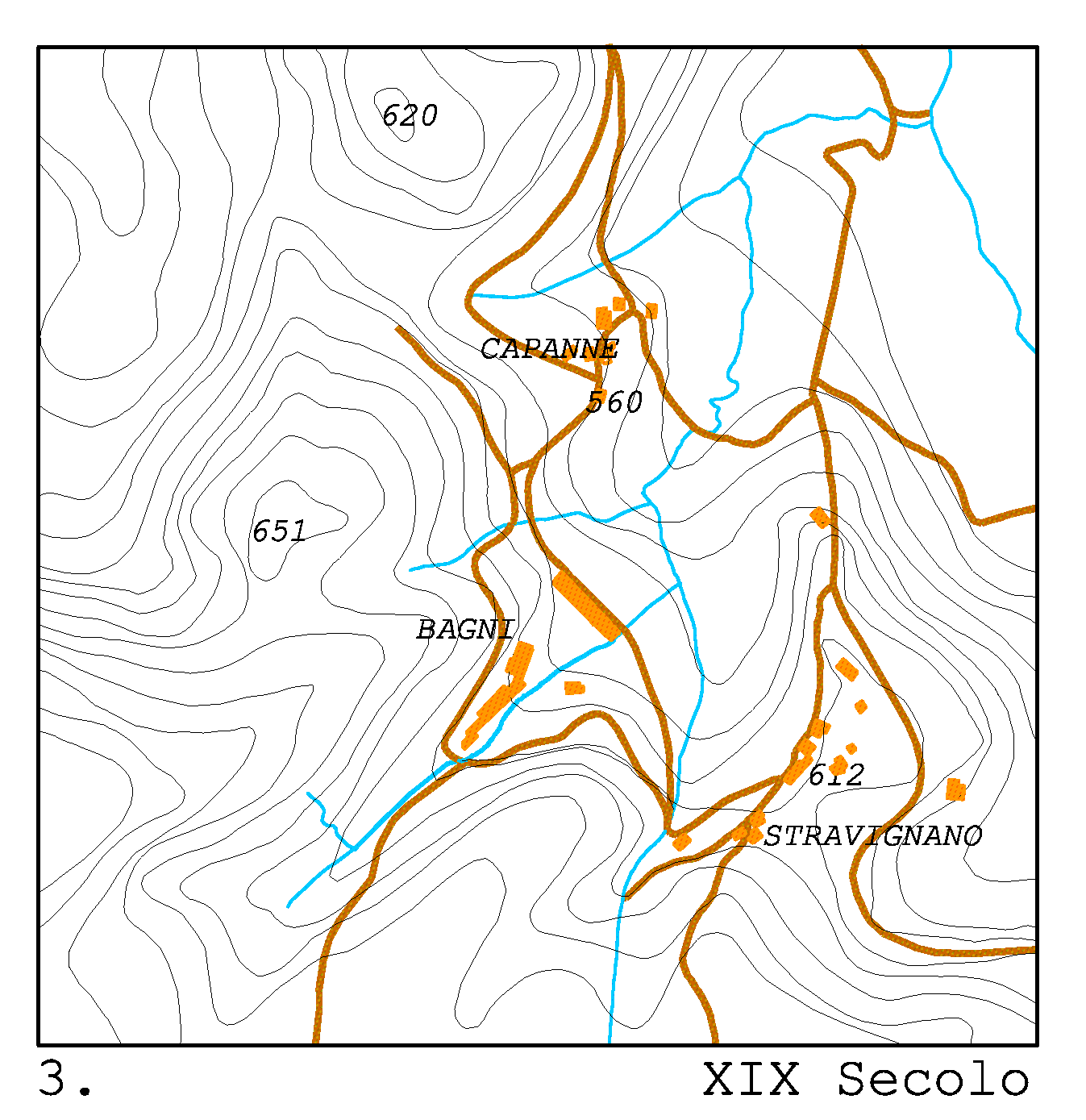
XIX secolo
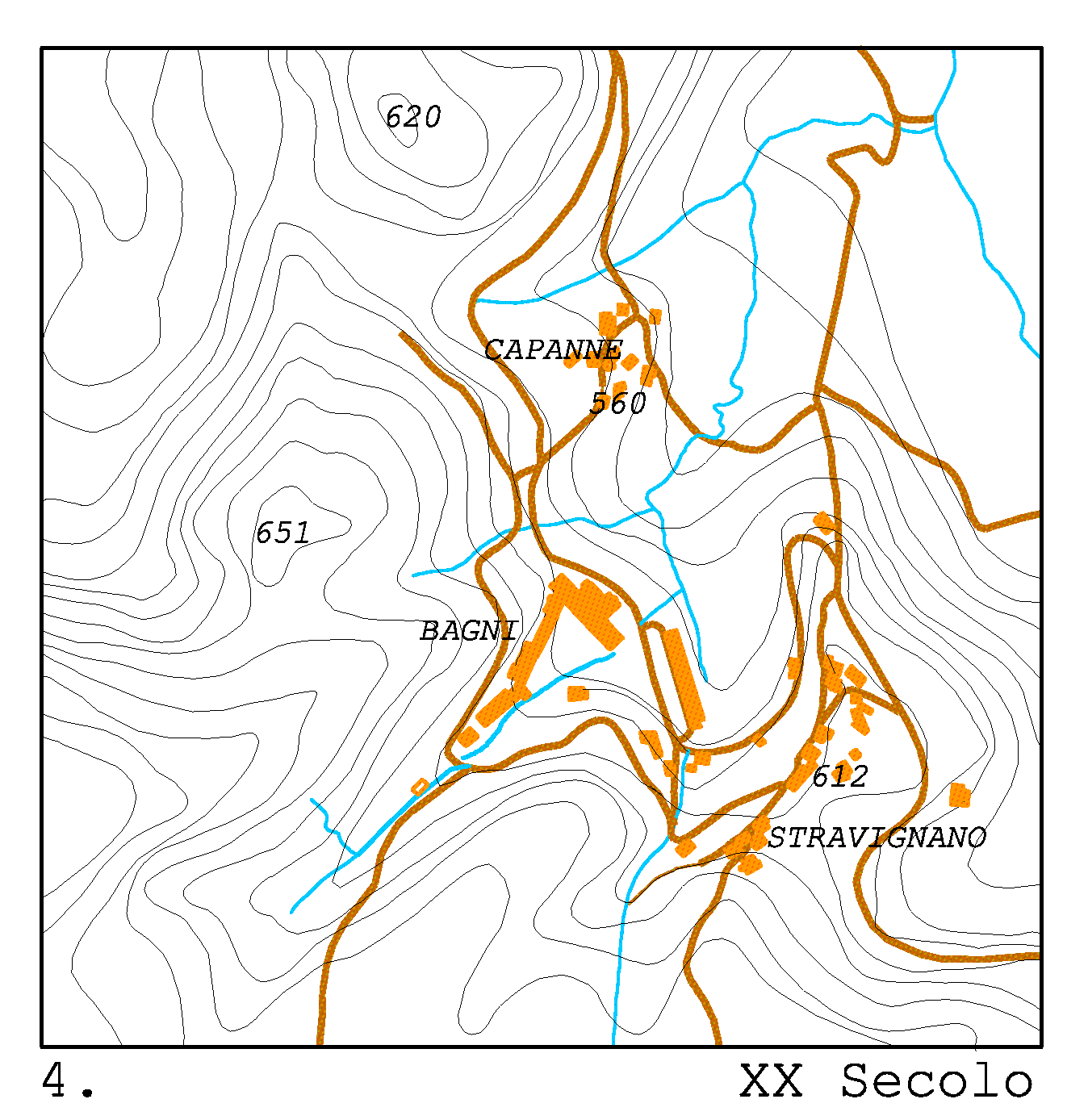
XX secolo